# 安德魯·納伯特
安德魯·納伯特（英語：Andrew Nabbout；1992年12月17日—）是澳洲的一位職業足球運動員。他在場上的位置是前鋒或側鋒。格蘭特現在效力於澳職球隊墨爾本城。他也代表澳洲國家足球隊參加國際賽事。

## 外部連結
- Andrew Nabboutt on PlayersVoice （页面存档备份，存于）
- .   [2018-05-07]. （原始内容存档于2013-12-03）.
- Andrew Nabbout at WorldFootball.net （页面存档备份，存于）